# جامعة نيس صوفيا أنتيبوليس
جامعة نيس صوفيا أنتيبوليس (بالفرنسية: Université Nice-Sophia-Antipolis)‏ هي جامعة فرنسية أُسست سنة 1965. يقصدها 26000 طالب ويبلغ طلابها الأجانب نسبة 17.3 %. تتكون من ثمان كليات وتبلغ ميزانيتها 108 مليون يورو. قبل التأسيس، كان طلاب مدينة نيس يتابعون دراستهم في جامعة آكس أون بروفانس [الإنجليزية].
الجامعة موزعة على ثلاثة أحرام: حَرَم (فالروز) Valrose للعلوم، وحَرَم تروتابا (Trotabas) للقانون والاقتصاد والإدارة، وحَرَم كارلون (Carlone) للآداب والعلوم الإنسانية. وتعتبر من أكبر جامعات فرنسا.